# セキザイユーカリ
セキザイユーカリ、カマダルユーカリ、リバーレッドガム（英: river red gum）あるいはユーカリ・カマルドレンシス（学名: Eucalyptus camaldulensis ユーカリプタス・カマルドゥレンシス）は、フトモモ科ユーカリ属（ユーカリノキ属）の高木の一種である。オーストラリア本土のほぼ全域に見られ、ユーカリ属の中では最も分布域が広いとされる（参照: #分布）。蕾の蓋部分（英: operculum）の変異が激しく、くちばし状や半円状などの形状が見られる（参照: #特徴）。
種小名 camaldulensis は〈カマルドーリの〉を意味するが、これはイタリアのナポリ近郊にあったカマルドーリ庭園にちなむ。乾燥に強く様々な用途が存在し、世界中の様々な場所で植栽され、またコアラの食樹の一つでもある（参照: #利用）。

## 特徴
樹高は40メートル以下。
樹皮は粗く、不規則な縦方向の灰色-黒色の鱗片を伴い、上部が平滑、乳白色-白色、淡灰色か淡黄色、ところどころ灰色や帯赤色、細長く剥ける不規則な薄片となって剥がれ落ち、若木の樹皮は粒状（マレー・ダーリング流域産のもの）; あるいは地上まで平滑、白色-乳白色でところどころが赤色-褐色か白色から-乳白色、若木の樹皮は平滑（ほかのあらゆる産地のもの）。
葉は以下のように生長段階ごとに特徴が異なる。
- 実生時には4-6対ほどが対生するが後に互生となり、葉柄つき、披針形-広披針形-楕円状か卵形で、7.5-15×2.5-7センチメートル、灰緑色か緑色もしくは青-緑色、わずかに変色あり[10]。
- 未熟時には互生、葉柄つき、卵形-広披針形、13-26×4.5-8センチメートル、灰緑色か緑色または青-緑色、わずかに変色あり[10]。
- 中間段階においては互生、葉柄あり、広披針形-披針形か狭披針形、10-30×2-6センチメートル、灰緑色か緑色または帯青緑色で、両面同色[10]。
- 成熟時には互生、葉柄あり、披針形-狭披針形、8-30×0.7-2センチメートル、沈んだ感じか弱く光沢があり、灰緑色か緑色または青-緑色で、両面同色[10]。

また葉には精油0.25パーセントが含まれ、主にシネオール77パーセントで、バレルアルデヒドも含まれる。
花序は単生で腋生、花は7-11個; 花柄は角ばり、ふつう細く、長さ0.5-2.5センチメートル; 小花柄は細く、長さ0.1-1.1センチメートル; 萼筒は多かれ少なかれ半球状で、時にかなりずんぐり; 蓋 (英: opercula) の形態は様々で、くちばし状（マレー・ダーリング流域産のもの）か円錐状、半球状、または半球-小尖頭（他のあらゆる産地のもの）、もしくは角状（亜種simulata）; 蕾は0.5-1.1×0.3-0.5センチメートルか長さ2センチメートル以下（亜種simulata）。花期は12月から2月にかけて。
果実は小花柄つきで、卵状か球状（果盤含む）、0.3-0.6（萼筒のみ）×0.4-1センチメートル; 果盤は広く、上向き; 片は3(4)5枚、強健、強く伸出する。種子は立方体状で黄色、黄-褐色。

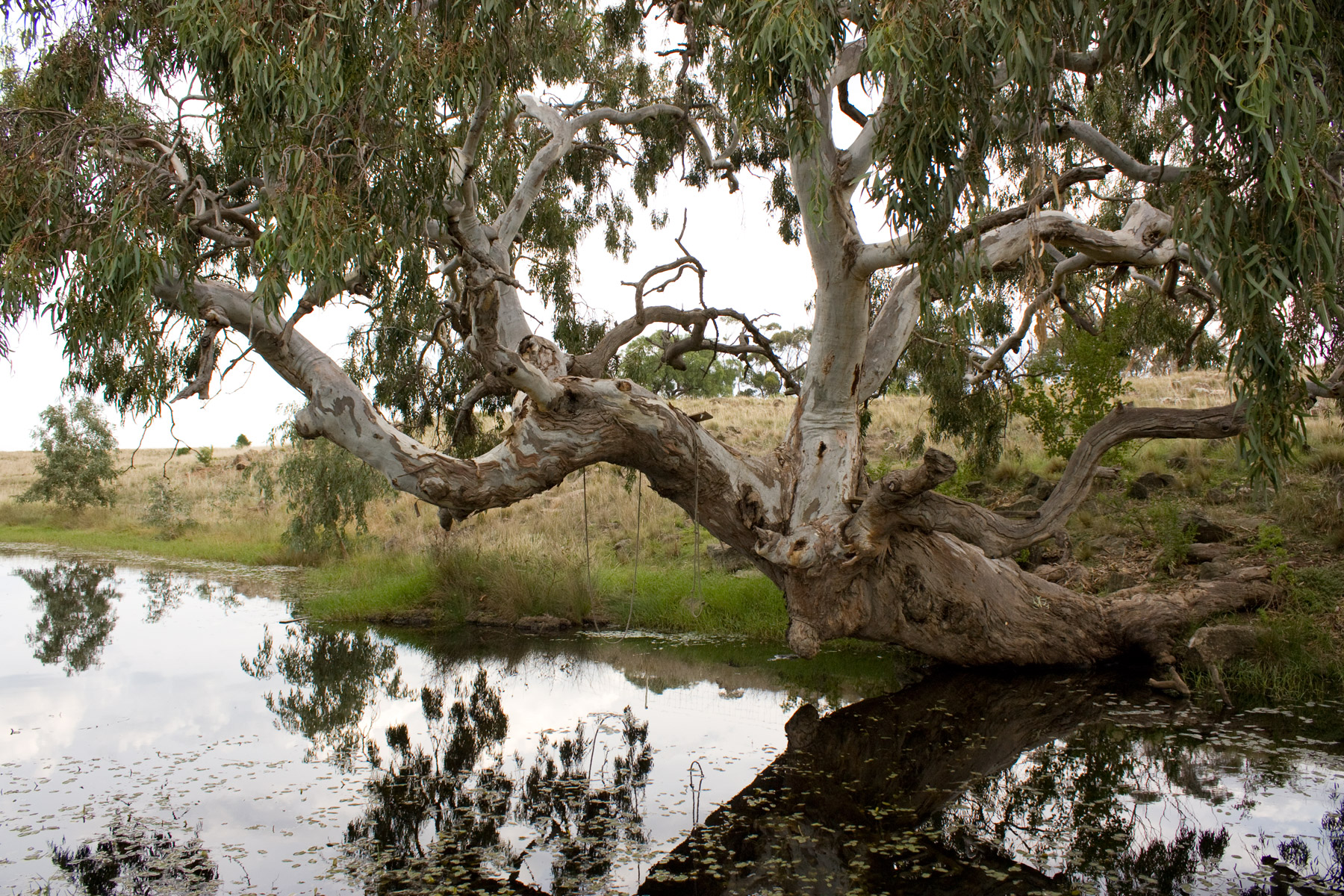
オーストラリアはヴィクトリア州メルボルン郊外ウィンダム・ベール（英語版）のロリーポップ・クリーク（Lollypop Creek）河畔にて。
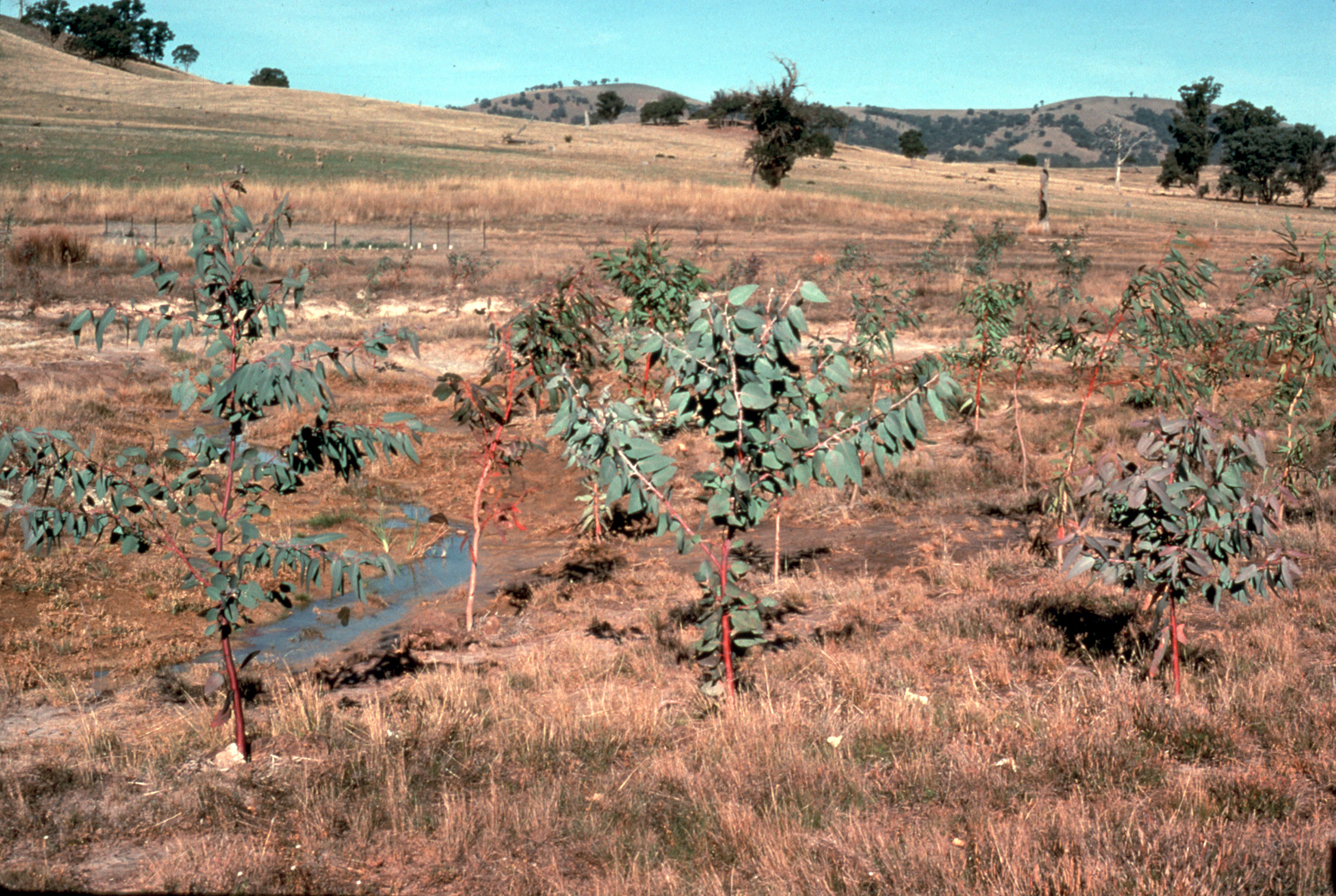
植樹実験風景。
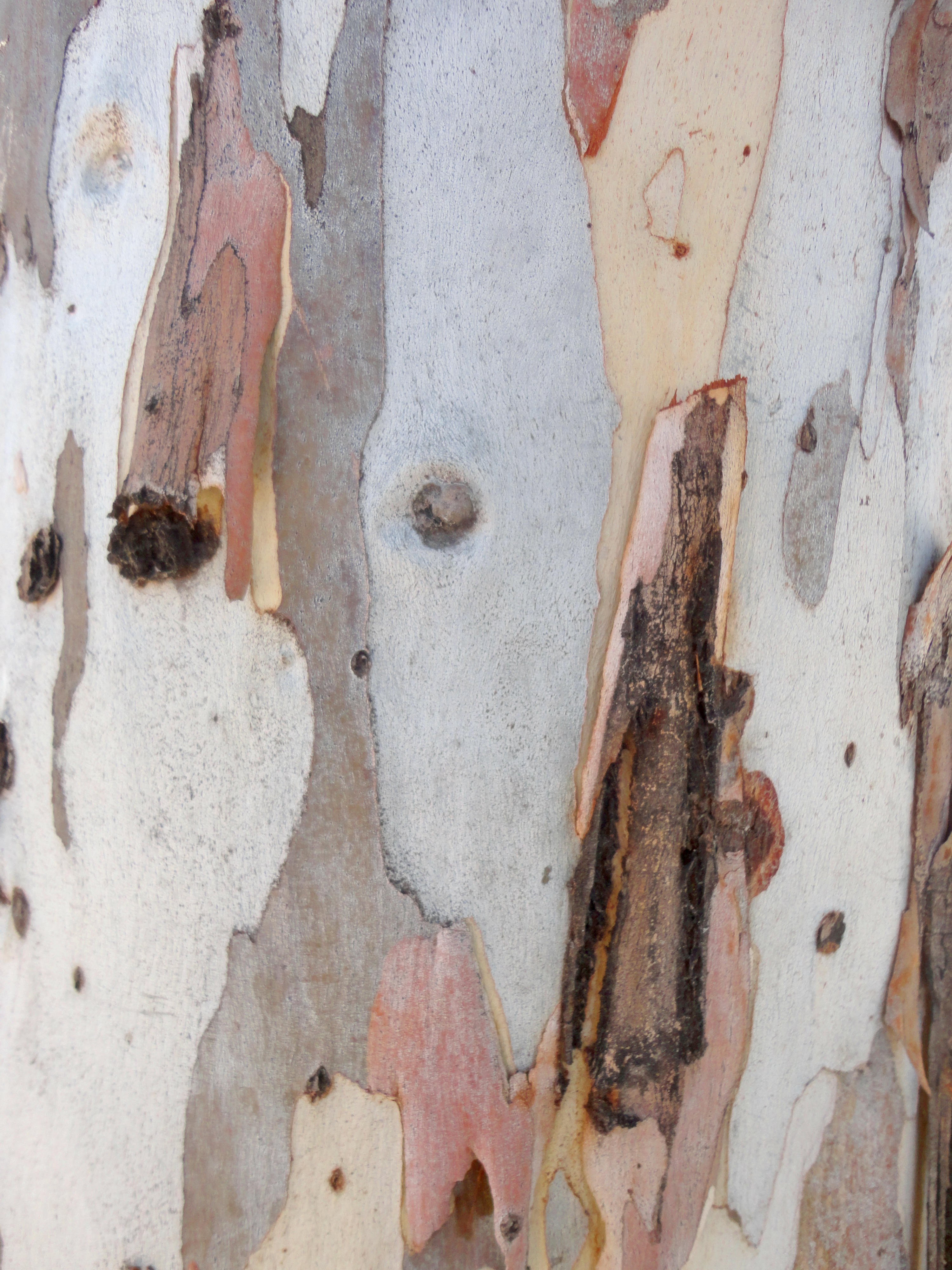
樹皮。メキシコにて。
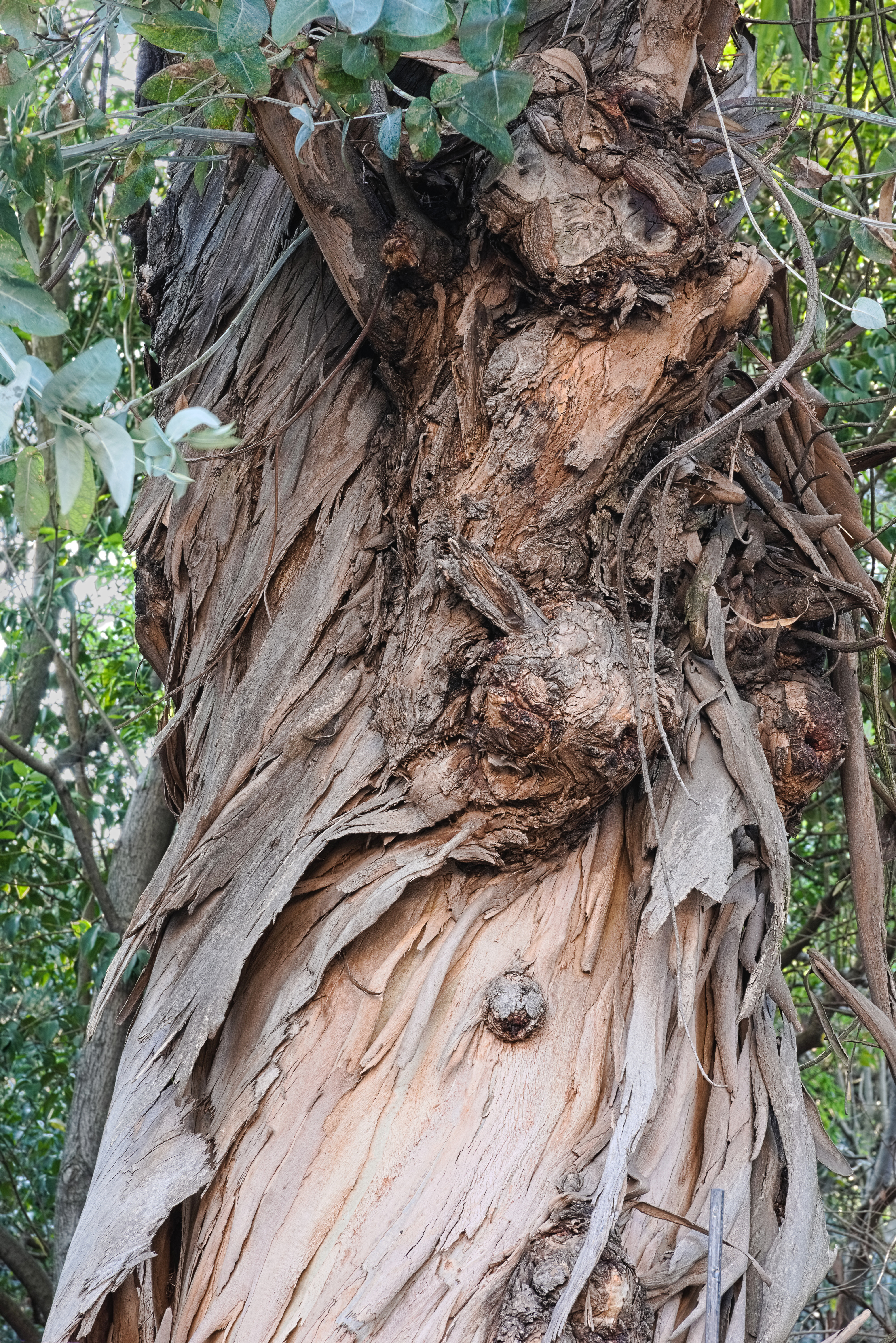
部分的に剥がれ落ちた樹皮。メキシコシティの公園ビベロス・デ・コジョアカン（英語版）にて。
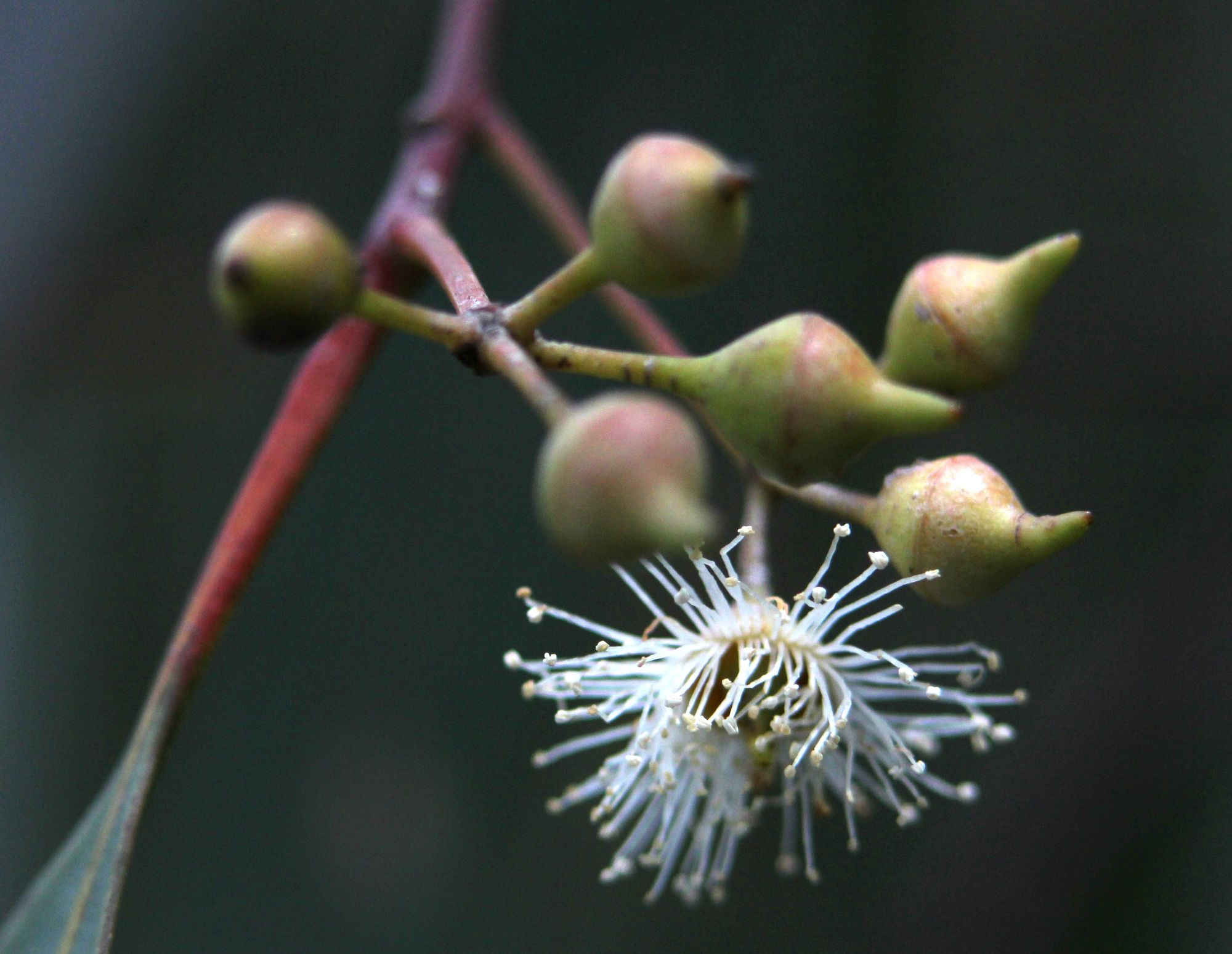
蕾と花。蕾の蓋はくちばし状-半円状。ヴィクトリア州フォークナー（英語版）のババビ・ジナナン・ネイティヴ・グラスランド・リザーヴ（Bababi Djinanang Native Grassland Reserve）にて。
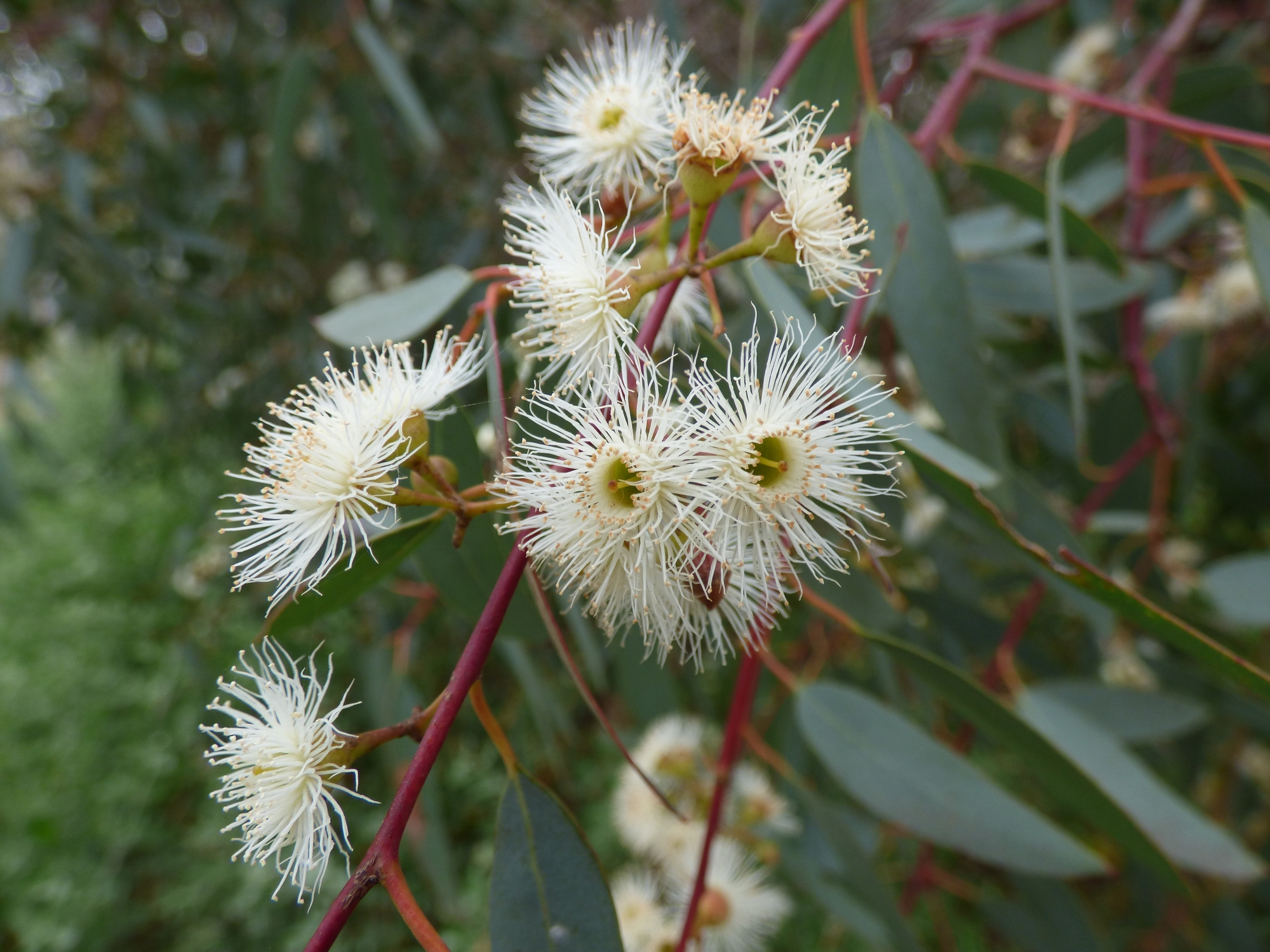
花。ヴィクトリア州ストラスモア（英語版）のネピア公園（Napier Park）にて。
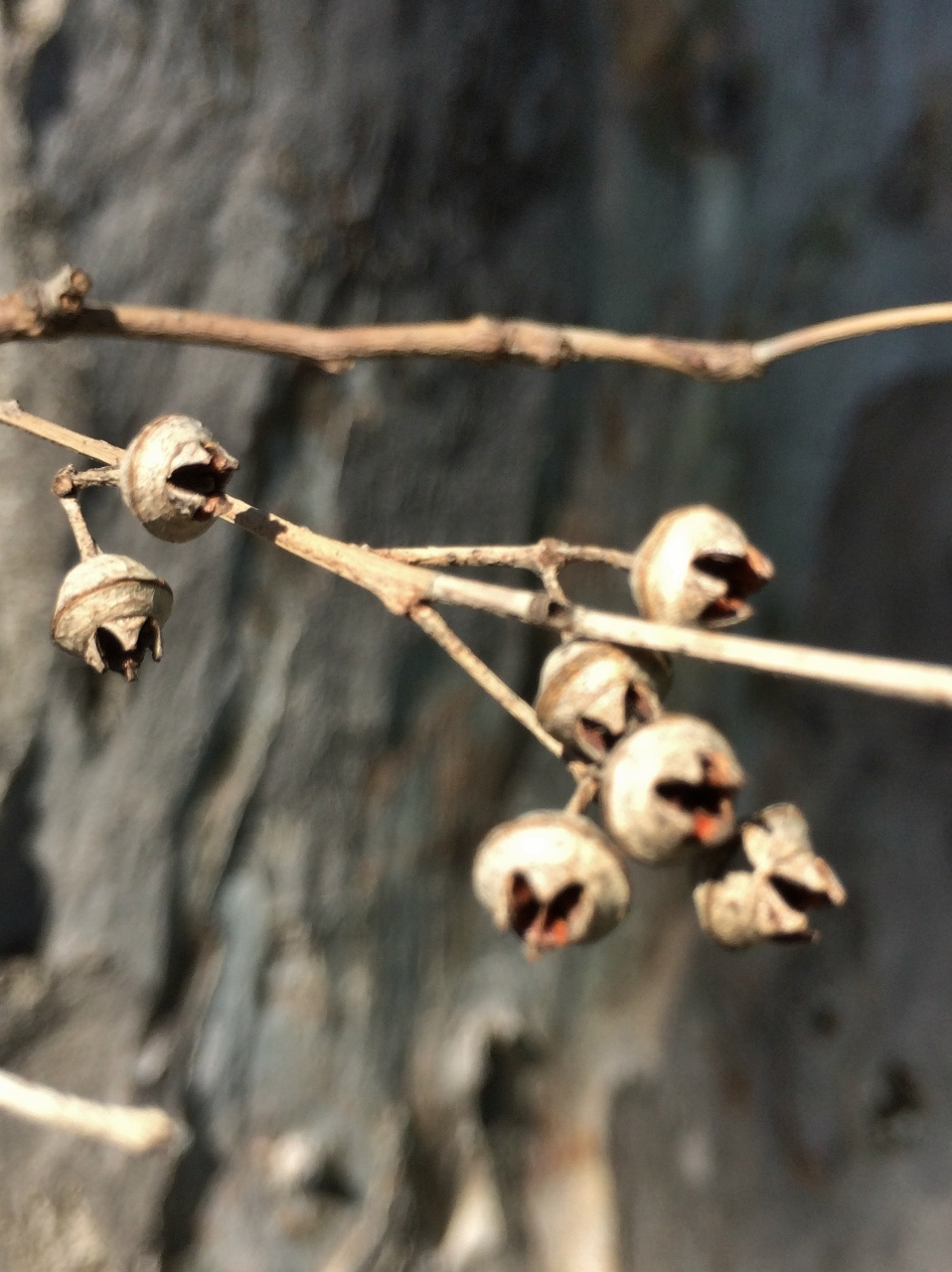
果実。

### ほかのユーカリとの比較

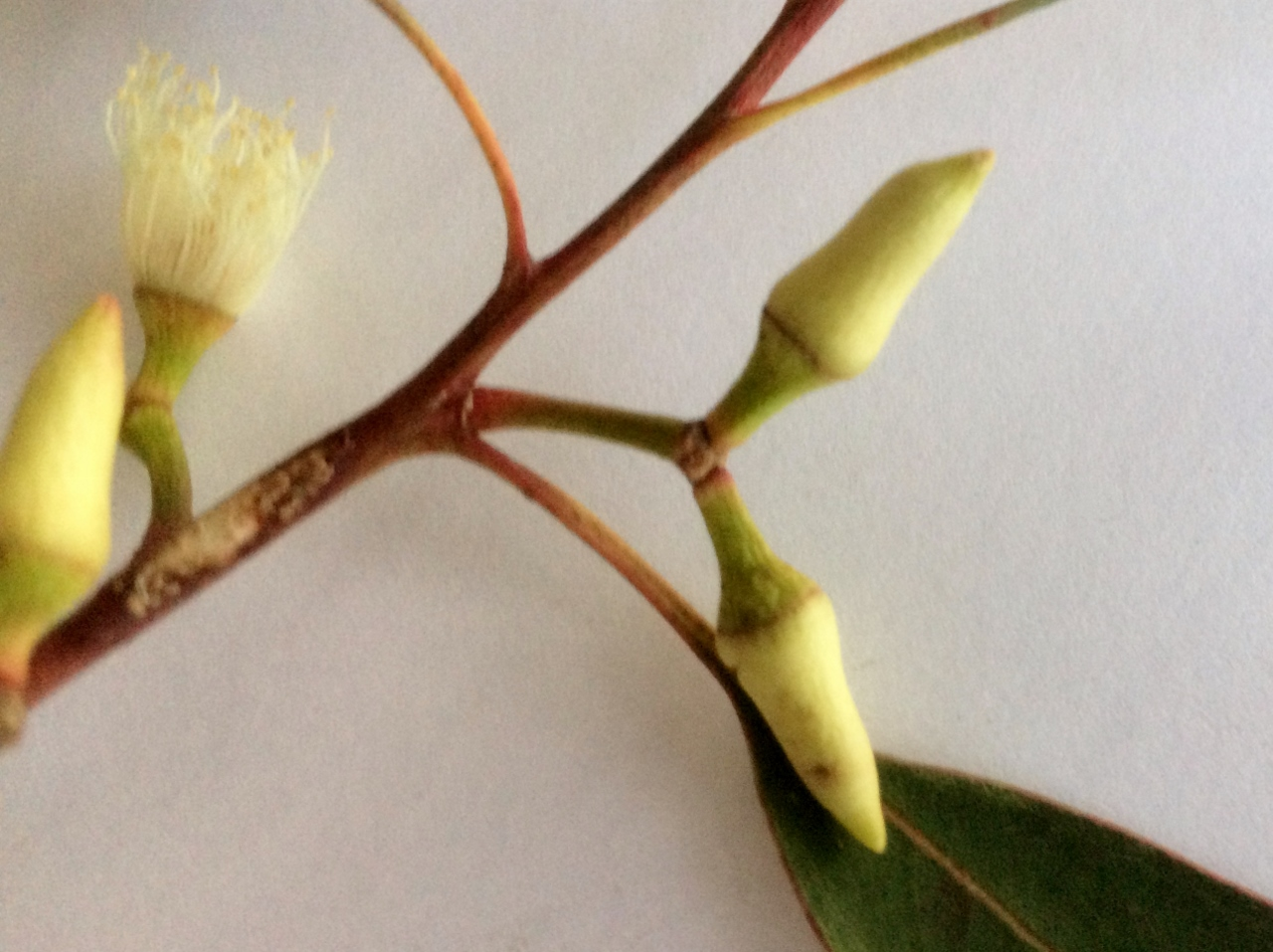
参考: クーパーユーカリの蕾。蓋が鋭円錐状（角状）で、基部が太い。

ユーカリことユーカリ属の樹木は900種近くの種が存在する。Flora of Australia (1988) の検索表では後にCorymbia属に組み替えられることになる複数種も含め、大まかな特徴による20グループへの仕分けがなされており、セキザイユーカリはグループ9に分類されている。グループ9は「樹皮が全体的に平滑」、「果実が幅30ミリメートル以下」、「蓋が萼筒以上に長い」、「花芽が散形花序1つにつき4個以上」、「葉が両面同色」、「片が伸出あるいは水平」という特徴が共通要素となる。そして同グループにはほかにもコアラの食樹として知られる Eucalyptus ovata Labill.、クーパーユーカリ（英: forest red gum; 学名: Eucalyptus tereticornis Sm.; 材も有用）、リボンガム（Eucalyptus viminalis Labill.; 材も有用）や有用材が得られるポプラガム（Eucalyptus alba Reinw. ex Blume）、フラッデッドボックス（英: flooded box; 学名: Eucalyptus microtheca F.Muell.）が配置されているが、それらとセキザイユーカリとの違いに関する部分のみを抜き出すと以下の通りである。
- 1. 花柄が多かれ少なかれ扁平 …… リボンガム
- 1. 花柄は円柱状か角ありまたは4角、もしくは存在しない
  - 74. 蕾が灰緑色か白粉つき …… フラッデッドボックス
  - 74. 蕾は灰緑色でも白粉つきでもない
    - 100. 蓋がはっきり萼筒よりも長い
      - 120. 葉が緑色
        - 122. 果実はほぼ球状-卵状
          - 123. 蓋が半球状かくちばし状 …… セキザイユーカリ
          - 123. 蓋は円錐状
            - 126. 蓋がくちばし状か鈍円錐状 …… セキザイユーカリ
            - 126. 蓋は鋭円錐状 …… クーパーユーカリ

        - 122. 果実はふつう半球状で、時に円筒状かほぼ鐘形 …… セキザイユーカリ

      - 120. 葉は灰色-緑色か黄色-緑色 …… セキザイユーカリ

    - 100. 蓋の長さは萼筒と同程度かそれ以下
      - 144. 花序が複合花序で頂生 …… フラッデッドボックス
      - 144. 花序は単生で腋生
        - 162. 葉が緑色、細く、幅2-5センチメートル、脱落性 …… ポプラガム
        - 162. 葉は緑色-灰色、黄色-緑色、青色-緑色、時に緑色、非脱落性、ふつう太く、ふつう幅1-3.5センチメートル
          - 168. 蕾が紡錘状 …… E. ovata
          - 168. 蕾は紡錘状ではない …… ポプラガム

2006年までの時点でセキザイユーカリと最も近い近縁種とされたのはクーパーユーカリで、実生時の葉が広卵形であり、細長く角状で基部の広い蓋を持つ点がセキザイユーカリとは異なるが、両種の中間段階の個体群もクイーンズランド州南部のバロン(ネ)川（Balonne）、ムーニー川、マラノア川、ウォリゴ川で確認されている。

## 分布
オーストラリア本土のほぼ全域に分布し、2020年時点でオーストラリア産のユーカリの中では最も分布域が広いものとされている。右に挙げるのは、セキザイユーカリが分布しない地域である: 西オーストラリア州南部、南オーストラリア州南西部（ナラボー平原）、3州（クイーンズランド州・ニューサウスウェールズ州・ヴィクトリア州）を跨ぐ東海岸地域。
オーストラリア以外の国にも植林され、キュー植物園系データベース Plants of the World Online によれば次の地域に持ち込まれている。
- ヨーロッパ:
  - ヨーロッパ南西部: サルデーニャ島、スペイン、フランス（コルシカ島含む）、ポルトガル
  - ヨーロッパ南東部: アルバニア、イタリア（シチリア島含む）、ギリシア
- アフリカ:
  - 北部アフリカ: アルジェリア、チュニジア、モロッコ、リビア
  - マカロネシア: カナリア諸島
  - 熱帯アフリカ西部: ガンビア、ベナン
  - 熱帯アフリカ西中央部: ルワンダ
  - 熱帯アフリカ北東部: エチオピア、エリトリア、チャド
  - 熱帯アフリカ東部: ウガンダ、ケニア、タンザニア
  - 熱帯アフリカ南部: ザンビア、マラウイ
  - 南部アフリカ: 南アフリカ共和国（旧ケープ州、フリーステイト州）、レソト
  - 大西洋中部: アセンション島
- 温帯アジア:
  - コーカサス: トランスコーカサス
  - アジア西部: 東エーゲ海諸島、トルコ、「パレスチナ」[注 2]
  - 中国: 南中央部（雲南省、貴州省、四川省）および南東部（安徽省、広東省、江西省、広西チワン族自治区、湖南省、浙江省、福建省）[20]
  - アジア東部: 台湾
- 熱帯アジア:
  - インド亜大陸: インド、パキスタン、バングラデシュ
  - インドシナ: アンダマン諸島、カンボジア、ニコバル諸島
- 太平洋:
  - 太平洋南西部: ニューカレドニア
  - 太平洋南中央部: イースター島
  - 太平洋北中央部: ハワイ諸島
- アメリカ北部:
  - 米国南西部: アリゾナ州、カリフォルニア州
  - メキシコ: 南西部および南東部
- アメリカ南部:
  - 中央アメリカ: エルサルバドル、コスタリカ、ニカラグア、パナマ
  - カリブ海: プエルトリコ、リーワード諸島
  - 南アメリカ西部: ボリビア
  - 南アメリカ南部: アルゼンチン北東部

## 生態

### 生育環境
セキザイユーカリは湿潤な肥沃地を好む。原産地オーストラリアにおける生育環境は水路沿いやその畔で、時に丘陵地帯や山脈にまで及ぶが、大抵は開けた森林地帯に見られる。沖積土上に見られ、砂や砂質のロームが粘土の上に堆積していることが多い。広めの水系においては河川の曲がりにある砂質の堤防がありふれた生育地であるが、粘土質の河岸も好む。南オーストラリア州エアー半島やヨーク半島の石灰に由来する石灰質の粘土質ローム上で生育する。ふつう森林地か開けた森林地を形成する（例: ニューサウスウェールズ州バーマーの氾濫原）。アカシア類（Acacia stenophylla、サリシナアカシア Acacia salicina、Acacia victoriae、Acacia citrinoviridis、Acacia coriacea）、ほかのユーカリ（Eucalyptus coolabah Blakely & Jacobs、Eucalyptus victrix L.A.S.Johnson & K.D.Hill、Eucalyptus bicolor A.Cunn. ex Hook. [シノニム: E. largiflorens F.Muell.]）、メラレウカ類（メラレウカ・レウカデンドラ Melaleuca leucadendra (L.) L.、Melaleuca bracteata F.Muell.）、モクマオウ類（Casuarina obesa Miq.、カニンガムモクマオウ Casuarina cunninghamiana Miq.）と共に見られることもある。

### 気候条件
セキザイユーカリは穏やかな内陸性気候を好むが、様々な気候条件に耐える。原産地オーストラリアにおいては高度20-700メートル地帯に見られる。
気温が最高となる数ヶ月と最低となる数ヶ月の比較は、以下のようなデータが存在する。
- マレー・ダーリング流域産: 26-32 °C / 1-7 °C
- 亜種simulata: 31-32 °C / 15-18 °C
- 乾燥地帯産個体群: 33-38 °C / 3-8 °C
- 熱帯産個体群: 34-39 °C / 8-16 °C

氷点下となる日の平均日数は少ないものの、南部や内陸部においてセキザイユーカリは年に20回の氷点下を経験する可能性がある。
降雨量に関しては以下のようなデータが存在する。
- マレー・ダーリング流域産: 325-750ミリメートル、冬中から夏に最大[訳語疑問点]
- 亜種simulata: 900-1000ミリメートル、夏に最大
- 乾燥地帯産個体群: 150-500ミリメートル、一定-夏に最大
- 熱帯産個体群: 500-1100ミリメートル、夏に最大

### その他の性質
原産地においては開花時期は通年である。水や養分を求めてどこまでも根を伸ばすため、乾燥した不毛の大地でも育つが、ほかの植物とは共生しにくい。旱魃や高温に対する耐性も有している。

## 分類学上の扱い

### 記載
19世紀、イタリアのナポリ近郊にはカマルドーリ庭園という庭園が存在し（座標: 北緯40度51分、東経14度12分）、そこでは様々な植物が栽培されていた。ここで働いていたドイツ出身の庭師フリードリヒ・デーンハルト (1878-1870) は庭園で栽培されている植物を目録としてまとめたが、その中にセキザイユーカリも含まれていた。新種記載に用いられたもの（タイプ）は当時庭園に植栽されていたもので、それを押し葉標本としたものがウィーン自然史博物館の植物標本室に収蔵されている。このタイプの産地は原記載においては "Nov. Holl."（つまり Nova Hollandia = ニューホランド = オーストラリアのこと）としか記されていないが、ジョン・バートン・クレランドはタイプとなった木は、1817年植物学者アラン・カニンガムにより行われた探査中にカニンガム本人か、チャールズ・フレーザーによりニューサウスウェールズ州コンドボリンで採取された種子から育てられたものであると推定している。なおこの木は1920年代になって撤去されてしまった。

### 見落とされたカマルドゥレンシス
ところでデーンハルトによる記載が行われた事実は、ほぼ丸1世紀ものあいだ植物学の学界からは認知されないままとなっていた。代わりに広く用いられていたのは、1847年にドイツのディーデリヒ・フランツ・レオンハルト・シュレヒテンダールが恐らくはデーンハルトによる学名の存在を知らぬまま発表したと思われる Eucalyptus rostrata であった。この種小名のラテン語 rostrata は文字通りには〈くちばしのある〉を意味し、マレー・ダーリング流域産のものの蓋がくちばし状であることによる。しかし Eucalyptus rostrata は1797年に既にアントニオ・ホセ・カバニリェスが記載した同名の学名が既に存在するため、非合法名（ラテン語: nomen illegitimum）ということになる。
1850年代にはドイツ出身のフェルディナント・フォン・ミュラーがオーストラリア到着後最初の拠点とした現南オーストラリア州 Beagle [ママ] 山脈近辺で自ら採取したものを含め、幾多ものセキザイユーカリの標本に Eucalyptus longirostris という学名のスリップを付け加えている。ミュラーもデーンハルトによる記載の存在には気付いていなかったものの、シュレヒテンダールの学名が非合法名であるということは認識ができていた模様である。なお E. longirostris の学名は1856年にオランダのフリードリヒ・アントン・ヴィルヘルム・ミクェルがウィーン植物標本室所蔵の標本をタイプとして記載し、有効な学名となった。

### カマルドゥレンシスの復活
そしてカマルドゥレンシスの名は文献上に再び現れるようになる。1902年にはユーカリ研究の大家ジョセフ・メイデンがデーンハルトによるタイプ標本に E. rostrata のスリップを追加し、1920年の Critical Revision of the Genus Eucalyptus〈ユーカリ属の批判的な見直し〉で Eucalyptus rostrata のシノニムとしてカマルドゥレンシスを位置付けた。ただしこの時メイデンは標本の形態的な特質に対しても、またカマルドゥレンシスの方が命名が早いという事実に対しても一切コメントを行っていない。メイデンの被保護者であったウィリアム・ブレイクリーは学名の先取権の原則を適用し、1934年にユーカリプタス・カマルドゥレンシスを、セキザイユーカリを指す学名として復活させた。それ以来、ユーカリプタス・カマルドゥレンシスの名は広く用いられるようになった。

### 下位分類

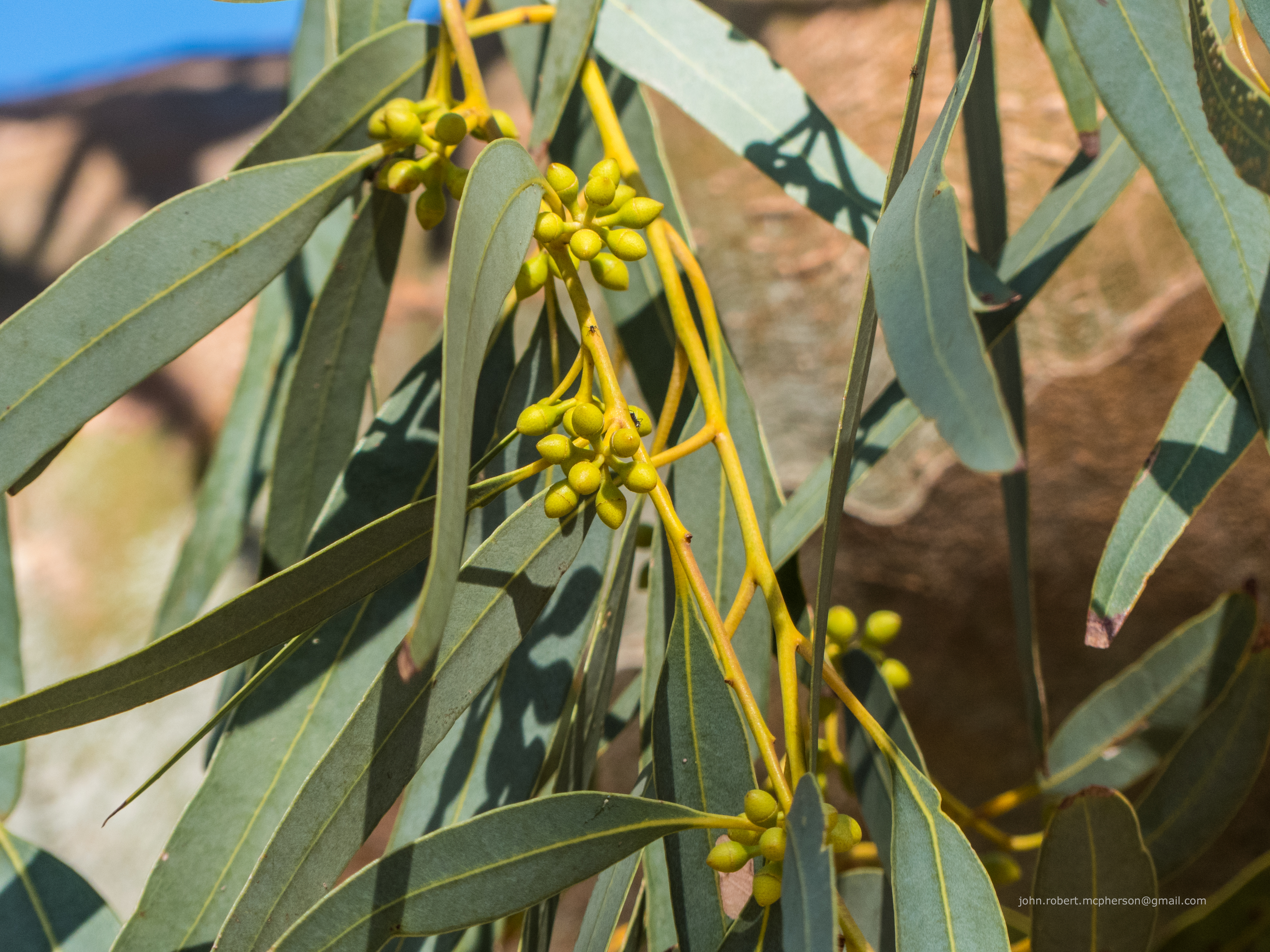

セキザイユーカリには基本亜種を含めて以下の7つの亜種が認められる。このうち acuta、arida、minima、refulgens は2009年に新亜種として記載されたものである。
- Eucalyptus camaldulensis subsp. acuta Brooker & M.W.McDonald
  - クイーンズランド州熱帯、亜熱帯、温帯の川沿い、モアヘッド川（Morehead）以南であるヨーク岬南部に広く分布する（ただし海岸地域や西部の乾燥地帯は除く）[8]。一応隣接するニューサウスウェールズ州にも見られるものの、こちらは Slopes の北西部や平原の北西部（例: モリー（英語版）、ナラブライ（英語版）、バラディン（英語版）近辺）に限られる[8]。基本亜種との違いは成熟した蕾の蓋が鋭く尖り（長さ0.6-0.9センチメートル）、蕾時の雄蕊（）が直立し、成熟した葉の葉脈が密に網状で、実生時や未熟時の葉が広披針形か卵形という点である[8]。
- Eucalyptus camaldulensis subsp. arida Brooker & M.W.McDonald
  - ヴィクトリア州を除くオーストラリア本土の州全てに広く分布する[8]。亜種小名 arida〈乾燥した〉の通り乾燥地帯の川、それも乾燥時の土壌下の湿度が適度である川沿いにまばらに見られる[8]。基本種との違いは成熟した蕾の蓋が鈍角-円形（長さ0.3-0.7センチメートル）で雄蕊が直立し、未熟時の葉が灰緑色-帯青色で広披針形-卵形、成熟した葉の葉冠が帯青色で葉脈がまばら-中庸に網目状という点である[8]。
- Eucalyptus camaldulensis subsp. camaldulensis
  - 基本亜種。原産地はクイーンズランド州南部からオーストラリア南東部にかけて。なお#見落とされたカマルドゥレンシスで触れた E. rostrata Schltdl. は厳密にはこの亜種のシノニムということになる。
- Eucalyptus camaldulensis subsp. minima Brooker & M.W.McDonald
  - 南オーストラリア州にのみ見られ、主にフリンダーズ山脈（英語版）北部（メルローズ（英語版）から北に Angepena 近辺のフローム・クリーク（Frome Creek）の上流の入江）の非永続的な水路沿いに生育する[8]。ユンタ（英語版）の北方シッカス川（Siccus）河畔やユンタの南方スプリング・クリーク（Spring Creek）近辺にも亜種aridaと共に見られ、またエア半島北部のウェッジ山（Mount Wedge）近辺の石灰質な Gum Flat 上に見られるセキザイユーカリの個体群もこの亜種minimaである[8]。基本種との違いは蕾が小さく蓋が円錐状で長さがわずか0.2-0.4センチメートルしかなく、胚珠が胎座上にしばしば4-5（まれに6）列並び、果実が幅0.3-0.5（0.6）センチメートルと小さい点であり、未熟時の葉は広く、ふつう灰緑色である[8]。
- Eucalyptus camaldulensis subsp. obtusa (Blakely) Brooker & M.W.McDonald(Wikispecies)
  - 1934年にウィリアム・ブレイクリーによりセキザイユーカリの変種として記載されたものが2009年に亜種扱いに変更されたものである[29]。分布はオーストラリア北部の熱帯地域に限られており、西オーストラリア州のキンバリー地域から東方、ノーザンテリトリーのトップエンドからクイーンズランド州カーペンタリア湾の後背地にかけてである[8]。基本種との違いは樹皮が基本として白色で平滑、季節的に粉状となり、成熟した葉が無光沢-弱く光沢ありで緑色、葉脈が（非常に）密に網目状で、成熟した蓋部分が鈍円錐状（英: obtusely conical）で長さ0.4-0.7センチメートル、未熟時の全体が灰緑色という点である[8]。
- Eucalyptus camaldulensis subsp. refulgens Brooker & M.W.McDonald
  - 西オーストラリア州のカーナーヴォン（Carnarvon）地域、ガスコイン地域、ピルバラ地域の、デ・グレー川（英語版）を北限としたマーチソン川上流のいくつかの支流から特定の季節に多かれ少なかれ西方に流れる川沿いにのみ見られる[8]。成熟した蕾は鈍円錐状でしばしば微突形となる[8]。亜種aridaとは葉が密に網目状で光沢が強く、成熟すると緑色となる点から容易に見分けがつく[8]。
- Eucalyptus camaldulensis subsp. simulata Brooker & Kleinig
  - 1994年に記載された亜種で、分布域はクイーンズランド州極北のヨーク岬半島のいくつかの水系にのみ限られており、ノーマンビー川（英語版）やケネディー川（Kennedy）から西方にクーラタ・ステーション（Koolata Station）のミッチェル川（英語版）、ラットランド平原（Rutland Plain）、さらに南東にマリーバ（英語版）のすぐ西のウォルシュ川（英語版）に至るまで見られる[8]。さらに南にも2つの個体群が隔離分布しており、一つはタウンズヴィル南西ドッツウッド（英語版）近辺のファンニング川（Fanning）のもので、もう一つはネボ（英語版）北西エルフィンストーン湖（英語版）の近辺である[8]。他の6亜種とは蓋部分が長い角状（長さ0.9-1.6センチメートル）であるという点で異なっており、むしろ別種であるクーパーユーカリ（Eucalyptus tereticornis）と紛らわしいが、亜種simulataの未熟葉が卵形か披針形で、種子が黄色で種皮2枚がついているのに対し、クーパーユーカリの未熟葉は広卵形で、種皮も単一で黒色であるといった点で一応は区別される[8]。ただこの亜種はセキザイユーカリとクーパーユーカリとの交雑種である可能性も存在する[8]。

### 上位分類
ユーカリ属は属と種との間に亜属、節、列レベルを設けて種をグループ分けする試みが度々行われてきているが、イアン・ブルッカー (1934-2016) が2000年に発表した論文においてはセキザイユーカリはSymphyomyrtus亜属Exsertaria節Rostratae列とされた。
Exsertaria節は花被の輪生が2つ存在し（蓋部分のように）、子葉が腎臓形、小枝の髄に腺がなく、成熟した葉が双同側型で鋭いが非鈍角の2次脈を持ち、花序が腋生、雄蕊が蕾時に内曲し、胚珠が垂直方向に6-8列並び、種子に頂生のへそ (英: hilum) が見られるといった特徴で定義される。
Rostratae列は平滑でふつう2重の種皮のある帯黄色の種子を持つと定義されてセキザイユーカリが唯一の構成種とされ、ほかの穴付きで覆い1つのみ黒色の種子を持つ列とは区別されている。

### タイプ標本に対する疑問
#記載で触れた通りセキザイユーカリのタイプはデーンハルトによる標本であるが、その蕾を調べたところ胚珠が垂直方向に4列であることが判明し、#上位分類で触れたExsertaria節の特徴と合致せず、セキザイユーカリとは別種である可能性が浮上した。そこで2008年に便宜的に代わりとなるタイプを指定するという措置が取られ、同年2月14日採取の南オーストラリア州産の標本 Nicolle 5156 が指定された。

## 利用

### 材木

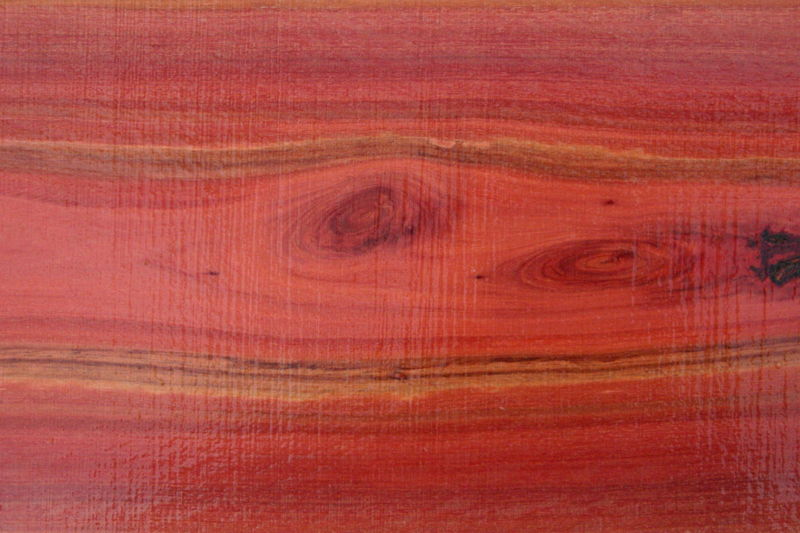
セキザイユーカリ材

セキザイユーカリの辺材はヒラタキクイムシの害を受けやすい。心材は赤色で細かいきめがあり、組み合う波状の木目があり、耐久性も有し、シロアリに対する耐抗性もある。気乾比重は0.92である。しかし密度は735-975 kg m-3と高く、加工性に難がある。重構造、線路の枕木、家具、床材、枠、柵、合板、ベニヤ板、ろくろ細工、薪など様々な用途に用いられる。セキザイユーカリ材はクーパーユーカリの材と区別することが不可能である。

### パルプ

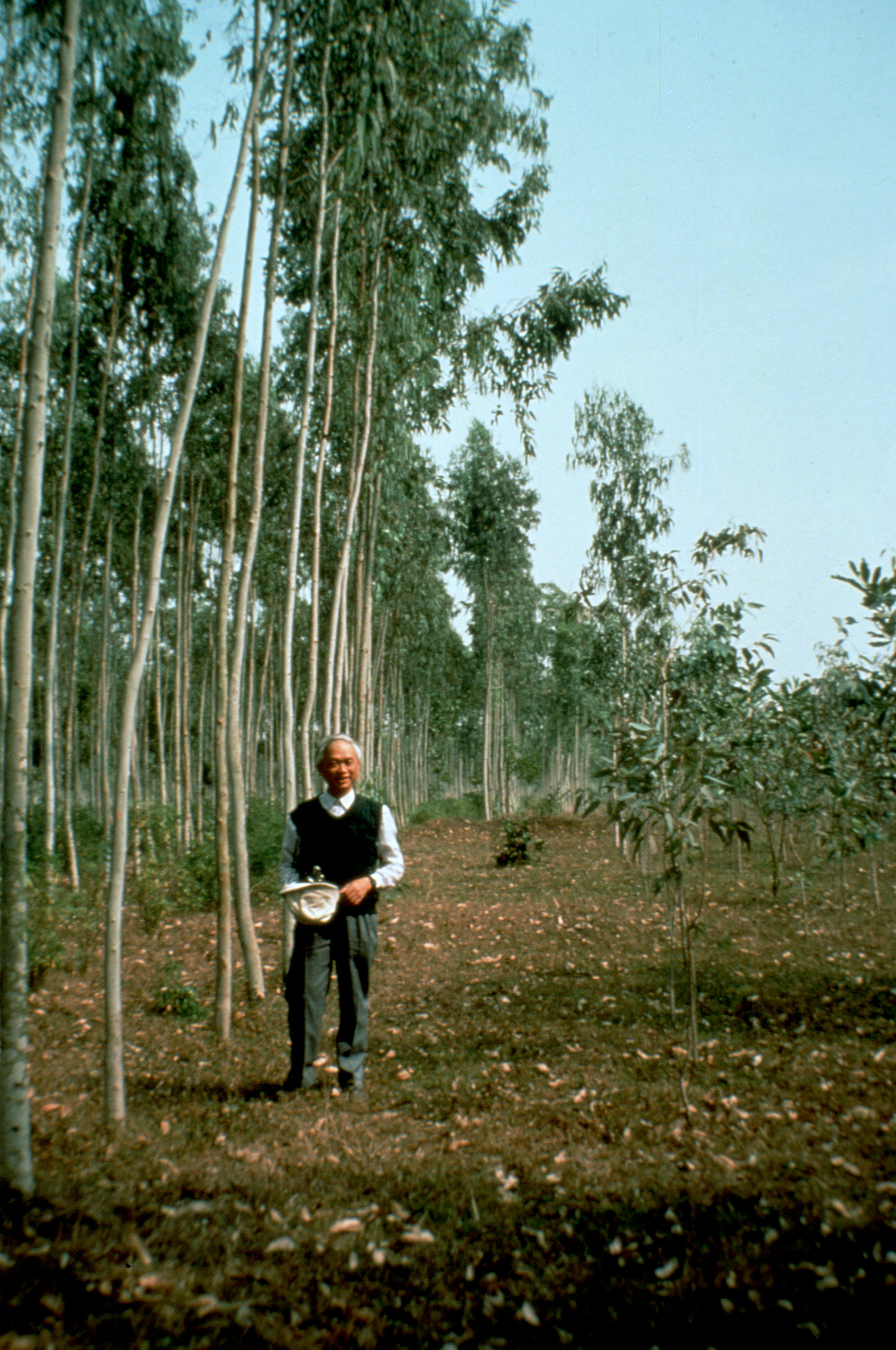
ベトナムで植林されたセキザイユーカリ（左側）。

セキザイユーカリからはパルプも得られる。パルプ用としてはサウザンブルーガム（Eucalyptus globulus）に次ぎ広く植林される。

### 蜜源植物
セキザイユーカリは1級品の蜂蜜のもととなる優れた花粉や蜜を作る。

### コアラの食樹
セキザイユーカリはコアラが好んで食べるユーカリの一つである。コアラが専らユーカリを好んで食べるということはよく知られているが、ユーカリは既に#ほかのユーカリとの比較で触れたように何種類も存在する一方で、コアラが好む種類はその中のごく限られたもののみとなっている上に生息域の違いによる差さえ見られ、セキザイユーカリはグレイアイアンガム（Eucalyptus punctata）やクーパーユーカリ（E. tereticornis）と共にオーストラリア北部のコアラたちに好まれている（Macdonald (1984)）。20世紀末には日本の埼玉県こども動物自然公園で飼育されていたオーストラリア東部ブリズベンのローンパイン・コアラ・サンクチュアリ出身のコアラたちに対して、同動物園が栽培した16種のユーカリを与える実験が行われたが、その結果セキザイユーカリ、クーパーユーカリ、タローウッド（E. microcorys）の3種が最も好んで食べられ、糖分の補給源とされていることが確認された（この実験に関してはコアラ#コアラが好むユーカリの種類についても参照）。

### その他の利用法
セキザイユーカリの利用法には上記のほかにも公園樹、街路樹、防風樹、河岸の浸蝕防止といったものが存在する。

## 諸言語における呼称
- 英語: river red gum[17][4][37][38]、Murray red gum[4]
- 中国語: 赤桉 (ピンイン: chì àn)[20]

オーストラリア:
- 西部アランダ語（英語版）: pere[38]
- 東部アランダ語: apere[38]
- アリャワラ語（英語版）: aper[38]、apere[37]
- カイテチェ語（英語版）: aylpere[38]
- ピチャンチャチャラ語: apara[38]、itara[38]、piipalya[38]
- ピントゥピ・ロリジャ語（英語版）: itara[38]、ngapiri[38]、pipalya[38]、yitara[38]
- ヤンクニチャチャラ語（英語版）: apara[37]
- ワルピリ語: ngapiri[37][38]、kunjumarra[38]
- ワルムング語（英語版）: kunjumarra[37][38]
- Anmatyerre語: aper[38]、per[38]、apere[37]
- Warlmanpa語: kunjumarra[37]